# Лоулор, Джерри
Дже́рри Ли Ло́улор (англ. Gerri Lee Lawlor; 16 мая 1969, Сан-Франциско, Калифорния, США — 28 января 2019, там же) — американская актриса

, комик

, инженер и защитница прав бездомных. Наиболее известна как одна из создателей вымышленного языка симлиш для серии игр «The Sims», в которых также озвучила многих персонажей.

## Биография и карьера
Джерри Ли Лоулор родилась 16 мая 1969 года в Сан-Франциско (штат Калифорния, США) в семье Мэгги Лоулор. У неё была сестра — Дрейгон Мессмер.
Вместе с Марком Гимбелом и Стивеном Кирином, она создала вымышленный язык симлиш, используемый в «The Sims».
Лоулор озвучила многочисленных симов в «The Sims», «The Sims: Livin’ Large», «The Sims: House Party», «The Sims Makin' Magic», «The Sims 2», «The Sims Life Stories», «The Sims: Superstar» и «SimCity 4».
Лоулор озвучила хозяйку Ванны Уайт в игре «3DO Twisted».
Лоулор была защитницей прав бездомных. В кампании «#BeRobin» 2014 года Лоулор исполняла импровизированную музыку и разыгрывала комедийные ситуации на улице вместе с Маргарет Чо, чтобы собрать деньги для бездомных. Некоторые из этих выступлений появились в документальном фильме 2016 года «#BeRobin The Movie» Курта Вейцмана.
Лоулор сыграла Элизабет Гудман в деконструктивном комедийном фильме «Suckerfish» в 1999 году. Она озвучила «Хулигана» в анимационном короткометражном фильме «Hubert’s Brain», который получил премию «Энни».
Лоулор в играла в театре импровизации «BATS Improv».
Лоулор скончалась 28 января 2019, меньше чем за 4 месяца до своего 50-летнего юбилея.